# Xinxian, Fujian
Xinxian (kinesiska: 新县) är en köping i sydöstra Kina. Den ligger i stadsdistriktet Hanjiang i staden Putian i provinsen Fujian, omkring 53 kilometer sydväst om provinshuvudstaden Fuzhou. Antalet invånare är 12 840. Befolkningen består av 6 289 kvinnor och 6 551 män. Barn under 15 år utgör 18,0 %, vuxna 15-64 år 66 %, och äldre över 65 år 15,0 %.